# Euro Interliga
Euro Interliga ili Interliga bila je bivša regionalna vaterpolska liga u kojoj su se natjecali srpski, mađarski, rumunjski i slovački klubovi.
Prva sezona natjecanja bila je 2009./10.
Prve utakmice prvog izdanja regionalne lige odigrane su 17. i 22. listopada 2009.

## Popis klubova koji su sudjelovali (2009./10. – 2010./11.)
U zagradi je godina prvog sudjelovanja.
Poredani abecedno prvo po sjedištu kluba pa zatim po nazivu, preskačući oznaku vrste kluba.
ugašeni klubovi
Napomena: U izvorima se neki klubovi navode pod različitim nazivima ili inačicama naziva (uglavnom uvjetovano sponzorstvom) - ovdje su navedeni svi takvi nazivi.
Mađarska
- Ferencvárosi / FTC Aprilia, Budimpešta (2009./10.)
- Honvéd / Domino Honvéd, Budimpešta (2009./10.)
- Újpesti /  UNIQA UTE, Budimpešta (2009./10.)
- Vasas / TEVA Vasas, Budimpešta (2009./10.)
- Eger / ZF Eger, Eger (2009./10.)
- Pécsi VSK, Pécs (2010./11.)
- Szeged / Szeged Beton, Szeged (2009./10.)
- Szolnoki VSC, Szolnok (2010./11.)

Rumunjska
- Oradea / CSM Oradea, Oradea (2009./10.)

Slovačka
- ŠK Hornets Košice, Košice (2009./10.)

Srbija
- Crvena zvezda, Beograd (2010./11.)
- Partizan, Beograd (2009./10.)
- Vojvodina, Novi Sad (2009./10.)

## Izdanja
Kazalo
* U zagradi je broj klubova, odnosno država, koji je inicijalno trebao sudjelovati u Ligi; izbačeni ili odustali.
n/a - obzirom da nisu svi klubovi odigrali sve svoje utakmice niti imaju isti broj neodigranih utamica, nije moguće rangirati ekipe
| Godina    | Broj * država | Broj * klubova | Broj * klubova | Prvaci            | #2                   | #3  | #4  | Ref   |
| Godina    | Broj * država | liga           | doigr.         | Prvaci            | #2                   | #3  | #4  | Ref   |
| --------- | ------------- | -------------- | -------------- | ----------------- | -------------------- | --- | --- | ----- |
| 2009./10. | 4             | 10             | –              | Partizan [18–0–0] | n/a                  | n/a | n/a | [ 3 ] |
| 2010./11. | 3(4)          | 7(8)           | –              | Partizan [9–3–0]  | Szolnoki VSC [9–3–0] | n/a | n/a |       |

## Nagrade
| Sezona    | MVP | Najbolji strijelac |
| --------- | --- | ------------------ |
| 2009./10. | ()  | ()                 |
| 2010./11. | ()  | ()                 |